# Leptobrachella mjobergi
Leptobrachella mjobergi là một loài lưỡng cư thuộc họ Megophryidae.
Loài này có ở Brunei, Indonesia, và Malaysia.
Môi trường sống tự nhiên của chúng là rừng ẩm vùng đất thấp nhiệt đới hoặc cận nhiệt đới, sông ngòi, các đồn điền, vườn nông thôn, và rừng trước đây suy thoái nghiêm trọng.
Chúng hiện đang bị đe dọa vì mất môi trường sống.